# Кенаса

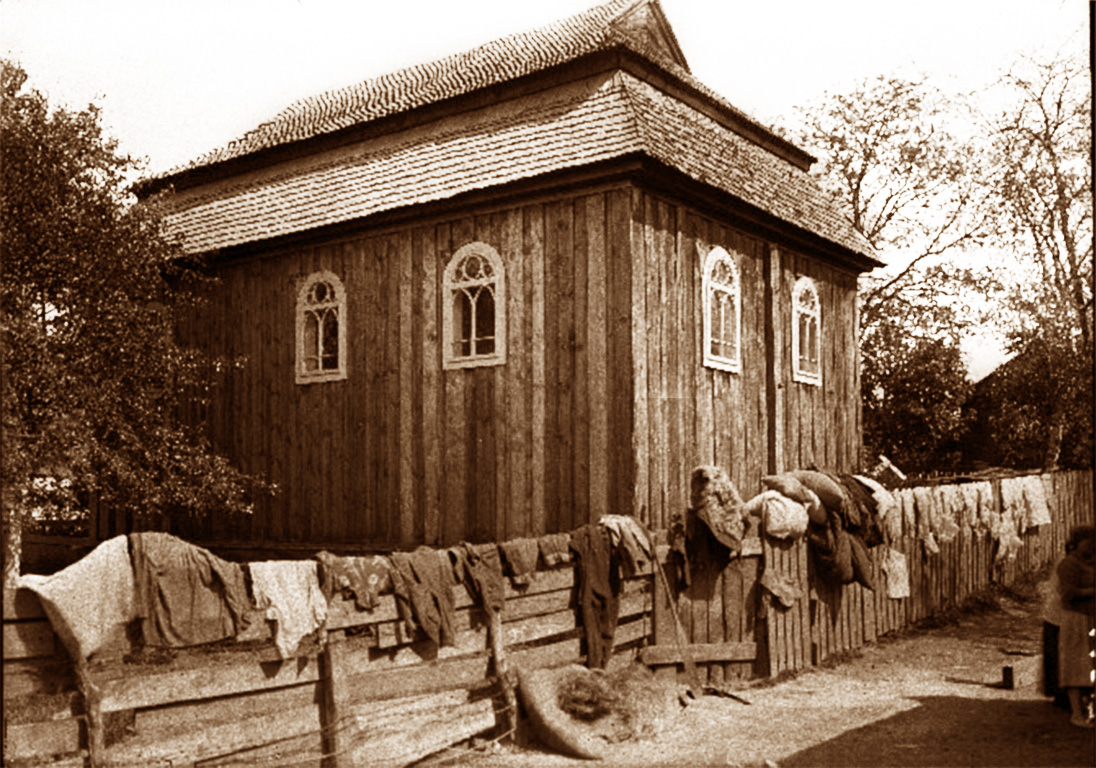
Караїмська кенаса у Луцьку

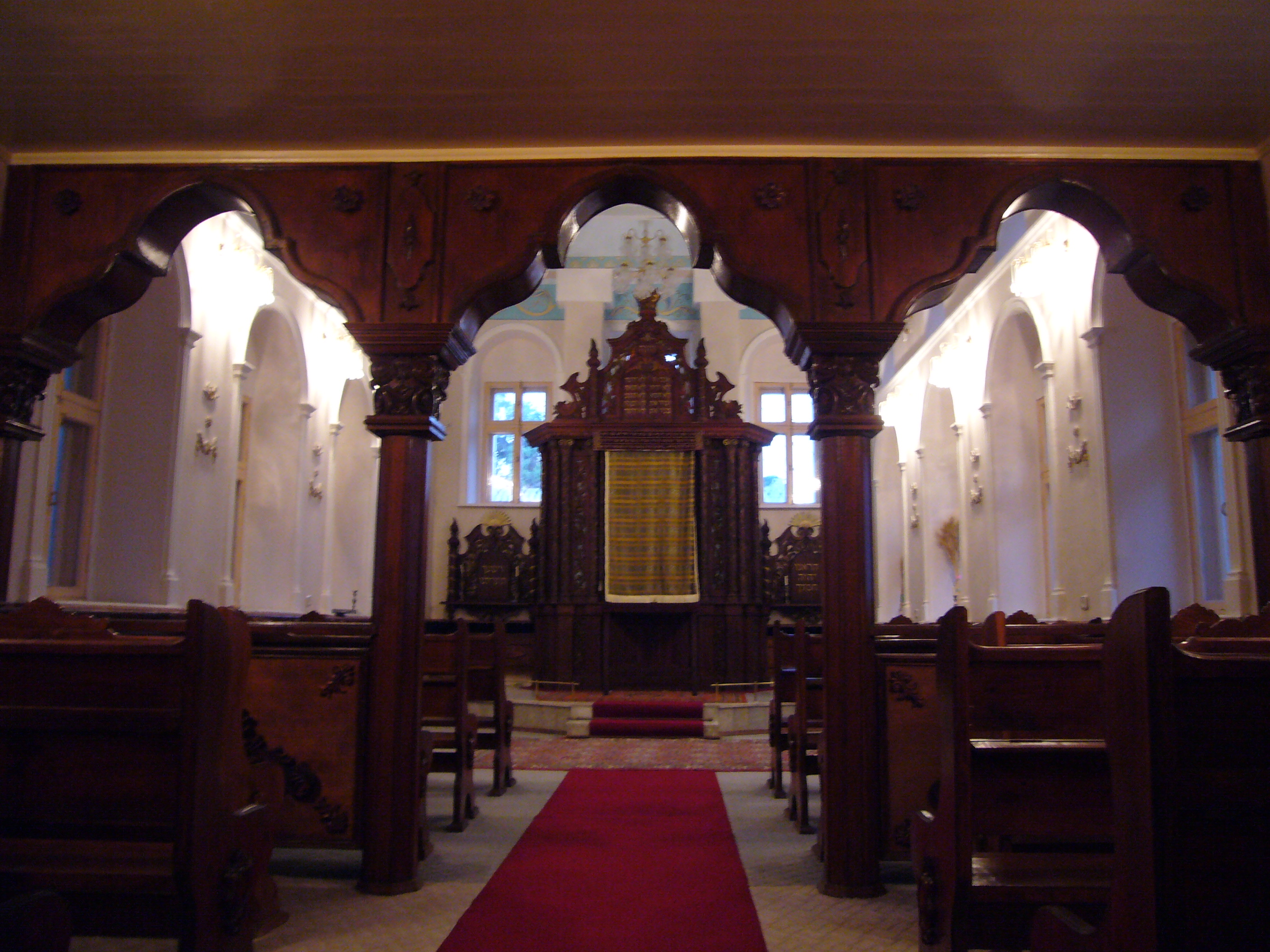
Інтер'єр Малої караїмської кенаси в Євпаторії

Кена́са — молитовний будинок караїмів, який звичайно звуть караїмською синагогою, проте самі караїми його називають «кенаса́» («кенеса», «кенасса») або «бет гаккенесет (івр. בית הכנסת) або Бейт-кнесет», що означає «будинок зборів». За плануванням та обстановкою кенаси близькі до синагог юдеїв-равіністів.

## Архітектура
Усі караїмські кенаси мають орієнтацію з півночі на південь.
Азар — присінок або коридор (у північній частині будинку), де збираються літні люди перед молитвою.
Внутрішній простір храму розділено на три частини:
1. мошав-зекенім (івр. מושב זקנים) (тобто сидіння для старших) — частина самої кенаси, де під низькою стелею знаходяться дерев'яні лавки, на яких під час молитви сидять люди похилого віку і хворі; над цим місцем нависає другий ярус для жінок, які дивляться на чиниться богослужіння крізь вікна з ґратами у вигляді досить рідкісних сіток, залишаючись невидимими для чоловіків;
2. шулхан (івр. שולחן) — центральна, найбільша частина храму, призначена для чоловіків молодшого віку та хлопчиків, де вони стоячи моляться;
3. гехал (івр. היכל) (вівтар) — піднесене місце (в південній частині будівлі), де газзан (івр. חזן) (священнослужитель) здійснює богослужіння перед так званим «Арон Га-кодеш» (івр. ארון הקודש) (священний ковчег, сховище сувоїв Тори).

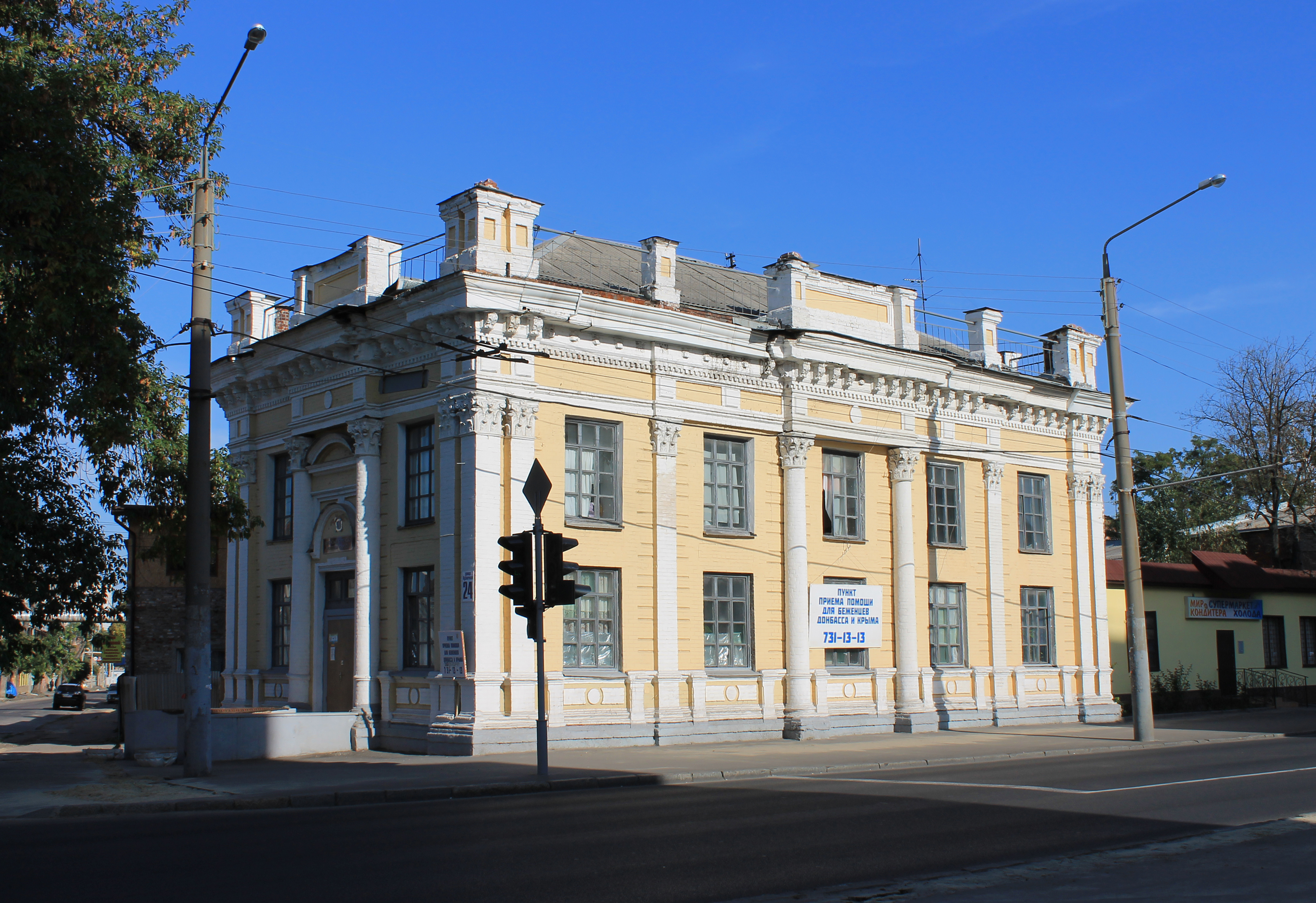
Караїмська кенаса у Харкові

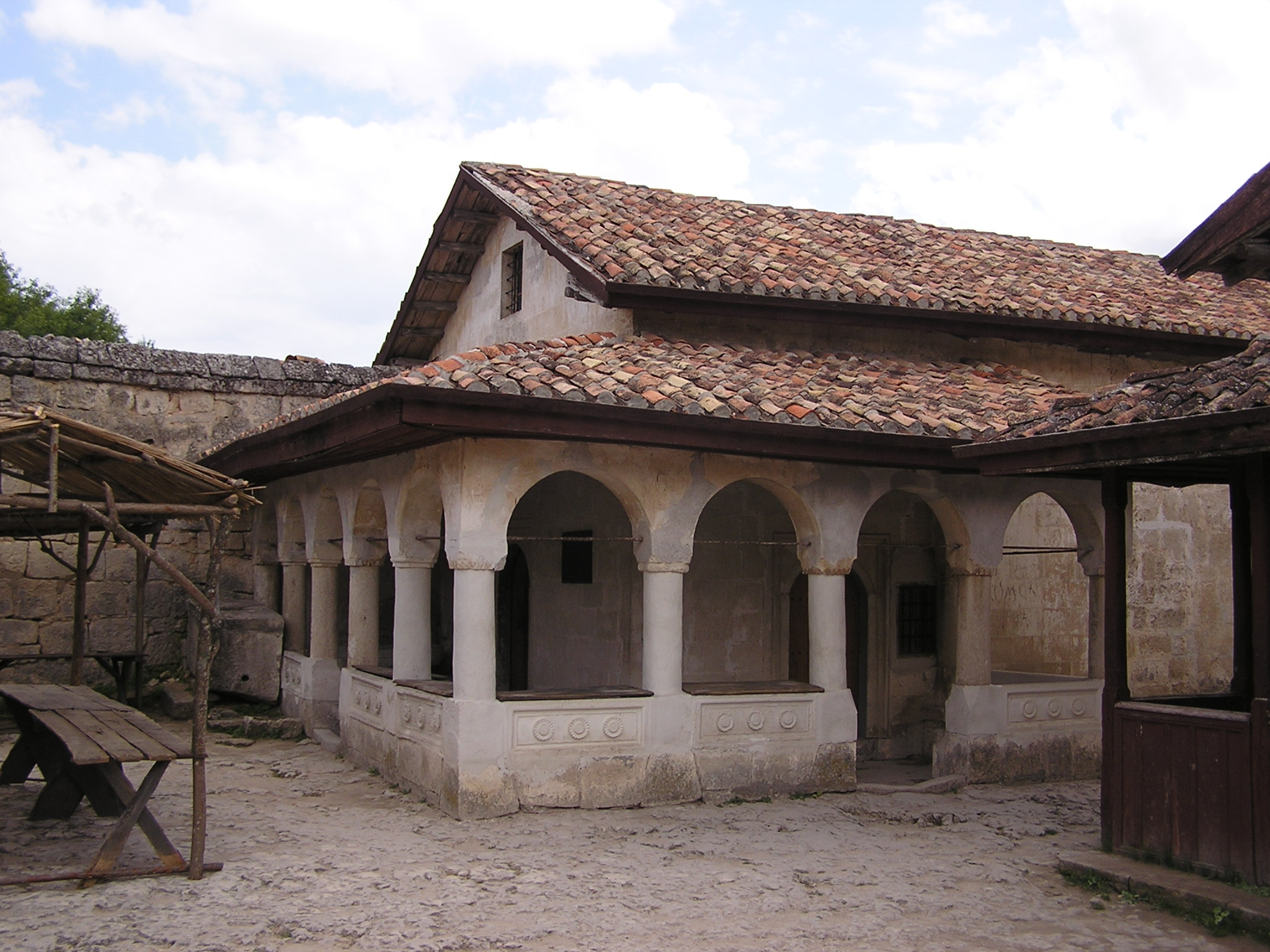
Караїмська кенаса в Чуфут-Кале

Раніше уся підлога в центральній частині кенаси була заслана килимами, тому що значна частина богослужіння, за встановленими стародавніми караїмськими вченими правилами відбувається на колінах. Зараз центральна частина звичайно має лави.